# Unverzüglichkeit
Unverzüglichkeit ist ein in Gesetzen und in Verträgen häufig vorkommender unbestimmter Rechtsbegriff, der vom Schuldner ein alsbaldiges Handeln verlangt.

## Allgemeines
Ist jemand aufgrund gesetzlicher Bestimmungen oder aus einem Vertrag zur Abgabe von Willenserklärungen oder sonstigen Rechtshandlungen verpflichtet und ist keine kalendermäßige Frist zur Abgabe dieser Handlungen vorgesehen, dann wird von ihm ein unverzügliches Handeln erwartet. „Unverzüglich“ gilt aber nicht gleich als gesetzte Dauer der Fristbestimmung. Entscheidend für die Unverzüglichkeit ist nicht die objektive, sondern die subjektive Zumutbarkeit des alsbaldigen Handelns. Es kommt also auf die Kenntnisse und persönliche Sichtweise des zum Handeln Verpflichteten an. Nicht erforderlich ist, dass die Handlung sofort (objektive Zumutbarkeit) vorgenommen wird. Die Dauer einer Frist kann grundsätzlich auch durch einen unbestimmten Rechtsbegriff bezeichnet werden; dies ist insbesondere bei rechtsgeschäftlichen Fristen häufig der Fall. Sie verlängert sich dann grundsätzlich „automatisch“ auf die Dauer einer angemessenen Frist.

## Deutschland

### Bedeutung
Gesetze verlangen zur Wahrung von Ansprüchen oder zur Erfüllung von Pflichten in vielen Fällen ein unverzügliches Handeln. Beispiele im deutschen Recht sind etwa:
- Anfechtung von Willenserklärungen ab Kenntnis des Anfechtungsgrundes (§ 121 Abs. 1 BGB),
- Geltendmachung von Schadensersatz aus einem behebbaren Sachmangel beim Kaufvertrag (§ 281 BGB),
- Untersuchung und Rüge der mangelhaften Ware beim Handelskauf (§ 377 Abs. 1 HGB),
- Kündigung eines Darlehens (§ 499 Abs. 2 BGB),
- Verlustanzeige des Vorstandes an die Hauptversammlung der Aktiengesellschaft (§ 92 Abs. 1 AktG),
- Nachholung der Schwangerschaftsmitteilung an den Arbeitgeber (§ 17 Abs. 1 MuSchG),
- wettbewerbsrechtliche Nachprüfung von Auftragsvergaben (§ 107 Abs. 1 GWB),
- Anzeige von Millionen-, Groß- und Organkrediten durch Kreditinstitute an die Bundesbank (§ 13 Abs. 1, §§ 14 und 15 KWG), Einreichung der Jahresabschlüsse bei der BaFin (§ 26 KWG),
- ordnungsgemäße Zustellungen an Rechtsanwälte (§ 14 BORA),
- Ablehnung der Deckung durch Rechtsschutzversicherung (§ 18 Abs. 1 ARB 2000),
- nachträgliche betreuungsrichterliche Genehmigung freiheitsentziehender Maßnahmen (§ 1906 Abs. 2 Satz 2 BGB),
- Angabe von Änderungen bei den Bezugsvoraussetzungen von Sozialleistungen (§ 60 Abs. 1 SGB I),
- Anzeige der Arbeitsunfähigkeit bei Arbeitslosengeld 2-Bezug (§ 56 SGB II),
- Kündigungserklärungsfrist bei Schwerbehinderung (§ 91 SGB IX)

Eine große Bedeutung hat die Unterscheidung von unverzüglich und sofort im militärischen Bereich. In der Regel ist ein militärischer Befehl unverzüglich auszuführen, was dem Soldaten einen gewissen Ermessensspielraum bezüglich der Priorisierung seiner sonstigen Verpflichtungen lässt. Ein Kommando hingegen muss unmittelbar befolgt werden.

### Legaldefinition
§ 121 Absatz 1 Satz 1 BGB enthält eine Legaldefinition des Begriffes. Unverzüglich bedeutet demnach „ohne schuldhaftes Zögern“. Diese Definition gilt für das gesamte deutsche Recht, wird aber von den Umständen des Einzelfalls abhängig gemacht. Sie gilt im Zweifel auch dann, wenn der Begriff in einem Vertrag (z. B. Kaufvertrag, Tarifvertrag, Allgemeine Geschäftsbedingungen) benutzt wird.
Der Vorsitzende hat die Termine im Zivilprozess unverzüglich zu bestimmen (§ 216 Abs. 2 ZPO). Auch im Strafprozessrecht wird der Begriff verwendet, beispielsweise in § 25 Abs. 2 Satz 1 Nr. 2 StPO. Die Ablehnung des erkennenden Strafrichters wegen Befangenheit muss zwar nicht „sofort“, aber „ohne schuldhaftes Verzögern“, also ohne unnötige, nicht durch die Sachlage begründete Verzögerungen geltend gemacht werden. Durch die Sachlage begründet ist eine Verzögerung, die dadurch entsteht, dass der Antragsteller, nachdem er Kenntnis vom Ablehnungsgrund erlangt hat, eine gewisse Zeit zum Überlegen und zum Abfassen des Gesuchs benötigt.

### Überlegungsfrist
Dem Handelnden steht eine angemessene Überlegungsfrist zu. Soweit erforderlich, darf er auch den Rat eines Rechtsanwalts einholen oder eigene Bedenkzeit nutzen. Unverzüglich erfolgt eine Handlung nur, wenn sie innerhalb einer nach den Umständen des Einzelfalls zu bemessenden Prüfungs- und Überlegungszeit vorgenommen wird. Es kommt also auf den Einzelfall an, wie lange der Zeitraum der Bedenkzeit sein kann. Als Obergrenze für ein unverzügliches Handeln wird durch die Rechtsprechung in der Regel ein Zeitraum von zwei Wochen angesehen. Bei einem Totalschaden einer Produktionsmaschine hat der BGH die Mängelrügefrist nach § 377 Abs. 1 HGB von 7 Wochen als rechtzeitig eingestuft. Liegt die Dauer bei 2 ½ Monaten nach Lieferung, so ist dies nicht mehr unverzüglich. Gegen die Ablehnung der Deckung durch eine Rechtsschutzversicherung (s. § 18 Abs. 1 ARB 2000) erst nach 9 Wochen gab es jedoch keine gerichtliche Bedenken. Abgesehen von diesen Einzelfällen hat sich im Alltag die zwei-Wochen-Frist eingebürgert.

### Abgrenzung zur Fristbestimmung
„Unverzüglich“ ist keine wirksame Fristbestimmung. Das Ende der Frist ist dann vom Verhalten des Betroffenen abhängig.
Für eine Fristsetzung gemäß § 281 Abs. 1 BGB genügt es bei kaufvertraglichen Sachmängeln, wenn der Gläubiger durch das Verlangen nach sofortiger, unverzüglicher oder umgehender Leistung oder vergleichbare Formulierungen deutlich macht, dass dem Schuldner für die Erfüllung nur ein begrenzter (bestimmbarer) Zeitraum zur Verfügung steht; der Angabe eines bestimmten Zeitraums oder eines bestimmten (End-)Termins bedarf es nicht. Dem Begriff der Fristsetzung lässt sich nicht entnehmen, dass die maßgebliche Zeitspanne nach dem Kalender bestimmt sein muss oder in konkreten Zeiteinheiten anzugeben ist. Eine in dieser Weise bestimmte Frist verlangt § 281 Abs. 1 BGB nicht. Nach allgemeiner Meinung ist eine Frist ein Zeitraum, der bestimmt oder bestimmbar ist. Mit der Aufforderung, die Leistung oder die Nacherfüllung „in angemessener Zeit“, „umgehend“, „rechtzeitig“ oder „so schnell wie möglich“ zu bewirken, wird eine zeitliche Grenze gesetzt, die aufgrund der jeweiligen Umstände des Einzelfalls bestimmbar ist.
„Sofort“ ist im rechtlichen Sinn – im Gegensatz zum allgemeinen Sprachgebrauch – kein Synonym für „unverzüglich“. Im Gegensatz zu „unverzüglich“ ist „sofort“ eine wirksame Fristbestimmung. „Sofort“ kann „augenblicklich“ bedeuten. In seinem legendären Zitat vom 9. November 1989 vermischte Günter Schabowski auf einer Pressekonferenz vor dem Mauerfall die beiden Begriffe: „Ständige Ausreisen können über alle Grenzübergangsstellen der DDR zur BRD beziehungsweise zu Berlin (West) erfolgen“. Auf Nachfrage eines Journalisten zum Eintritt der Regelung sagte Schabowski stockend: „Nach meiner Kenntnis… ist das sofort, unverzüglich.“